# Rahumäe
Rahumäe est un quartier du district de  Nõmme  à Tallinn en Estonie.

## Description
En 2019, Rahumäe compte 3 035 habitants.
Sa superficie est de 1,62 km2.
Ses quartiers limitrophes sont Mustamäe, Järve, Liiva, Männiku et Nõmme.
Les rues du quartier sont  Kagu tänav, Nikolai von Glehni tänav, Haava tänav, Ilo tänav, Kaevu tänav, Kirde tänav, Kitsas tänav, Kivi tänav, Kurni põik, Kurni tänav, Kõrge tänav, Künka tänav, Liiva tänav, Lootuse puiestee, Muru tänav, Mängu tänav, Männiku tee, Näituse tänav, Palli tänav, Piiri tänav, Prii tänav, osa Pärnu maanteest, osa Rahumäe teest, Raudtee tänav, Risti tänav, Side tänav, Sihi tänav, Tallinna tänav, Tervise tänav, osa Vabaduse puiesteest, Vahe tänav, Vaigu tänav, Võidu tänav, Väike tänav, Väikese Illimari tänav, Õie põik, Voo tänav.

## Population
| 2008  | 2010  | 2011  | 2012  | 2013  | 2014  |
| ----- | ----- | ----- | ----- | ----- | ----- |
| 3 014 | 2 978 | 2 967 | 3 043 | 3 023 | 3 075 |

| 2015  | 2016  | 2017  | 2018  | 2019  | 2020  |
| ----- | ----- | ----- | ----- | ----- | ----- |
| 3 110 | 3 120 | 3 092 | 3 115 | 3 035 | 3 063 |

| 2021  | 2022  | - | - | - | - |
| ----- | ----- | - | - | - | - |
| 2 997 | 2 935 | - | - | - | - |

## Transports
Les lignes de bus n° 23, 36 et 45 desservent le quartier.
La ligne Tallinn-Keila traverse le territoire de Rahumäe. Les trains d'Elron s'arrêtent à la halte de Rahumäe.

## Lieux et monuments
- Pärnu mnt 238 – Centre commercial Järve Keskus ;
- Männiku tee 6 - Magasin Rimi ;
- Vabaduse pst 50 – École primaire de Rahumäe ;
- Võidu tn 16 - Stade Männiku ;
- Sihi tn 49 - Hôtel Alexi Villa

Rahumäe abrite aussi le cimetière de Rahumäe et le parc Võidu (et) .

## Galerie

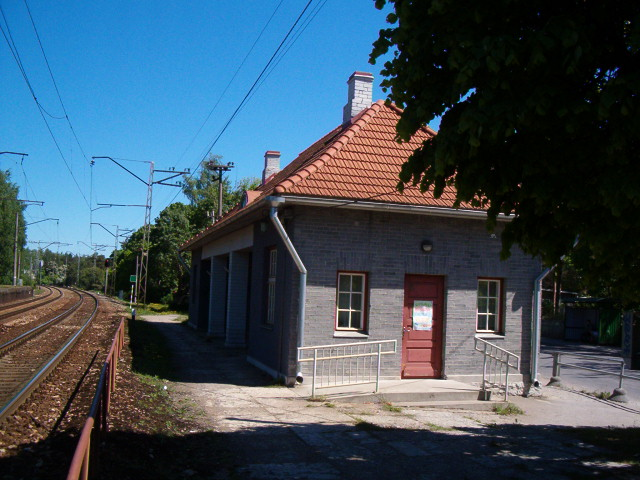
Gare de Rahumäe
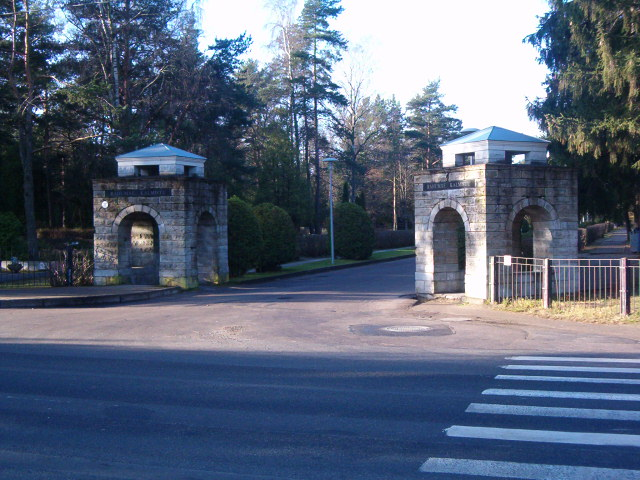
Entrée du cimetière de Rahumäe.
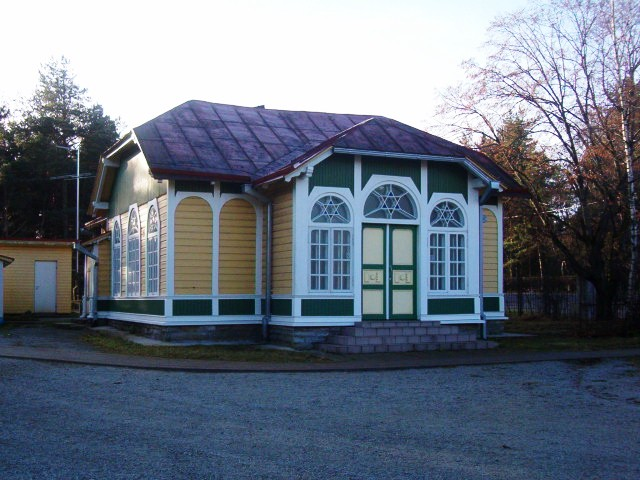
Chapelle du cimetière Juif.
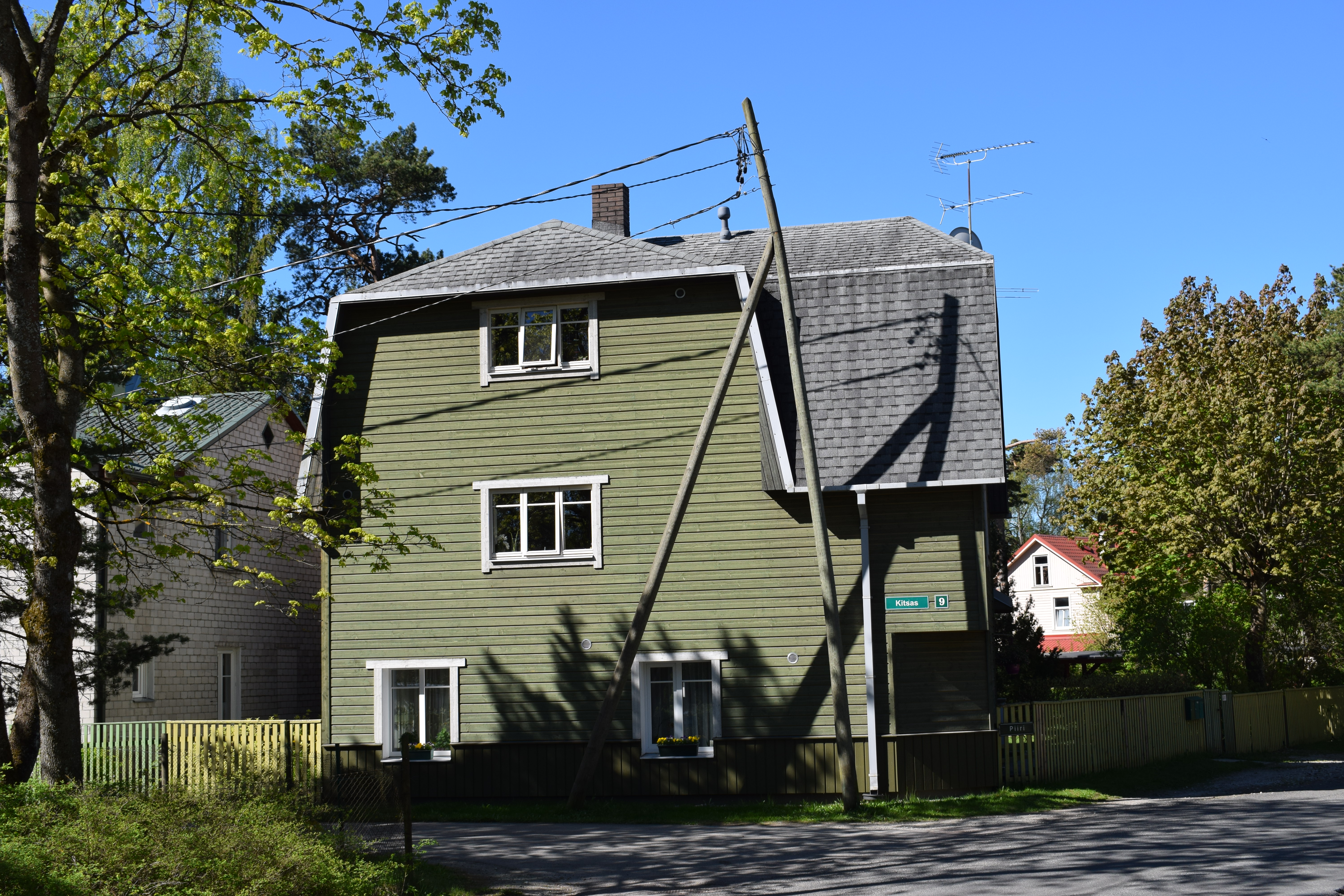
Kitsas tänav 9.

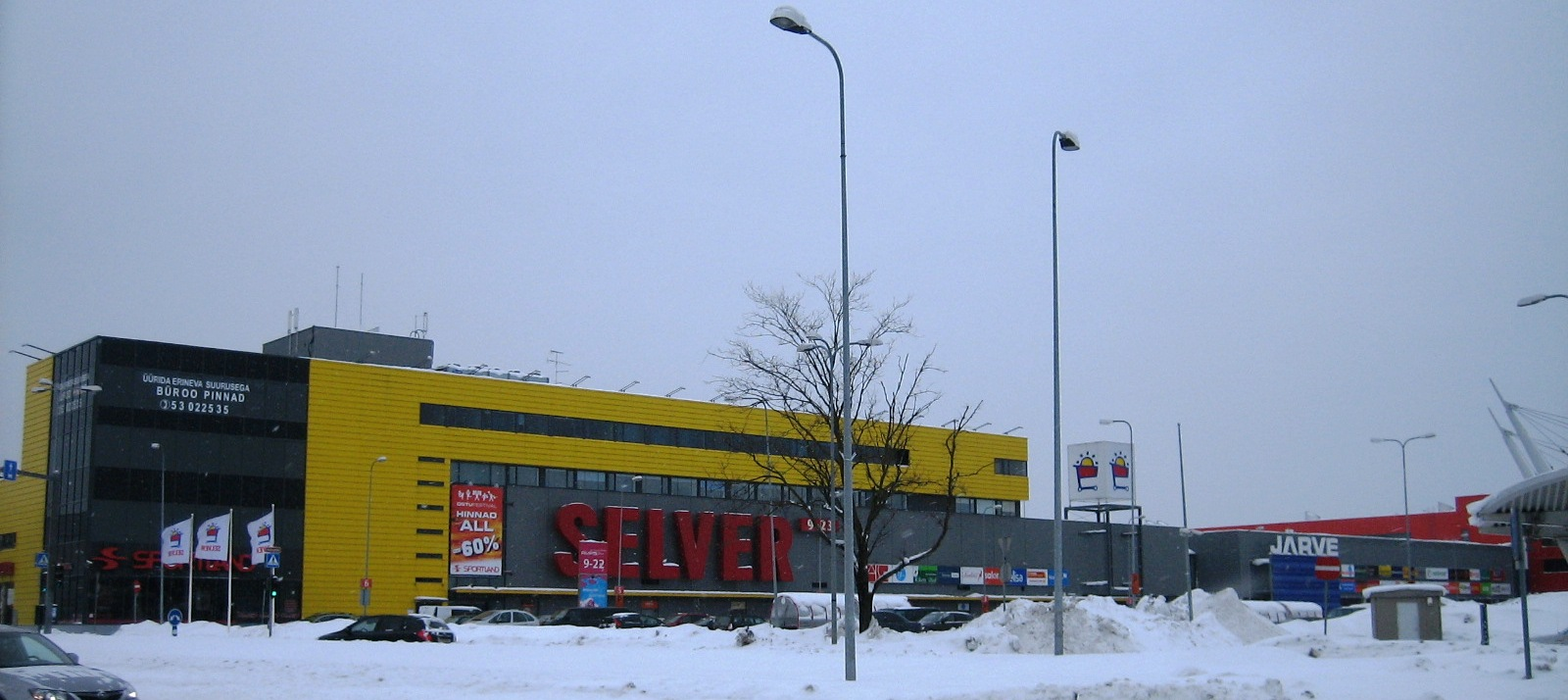
Järve Keskus.
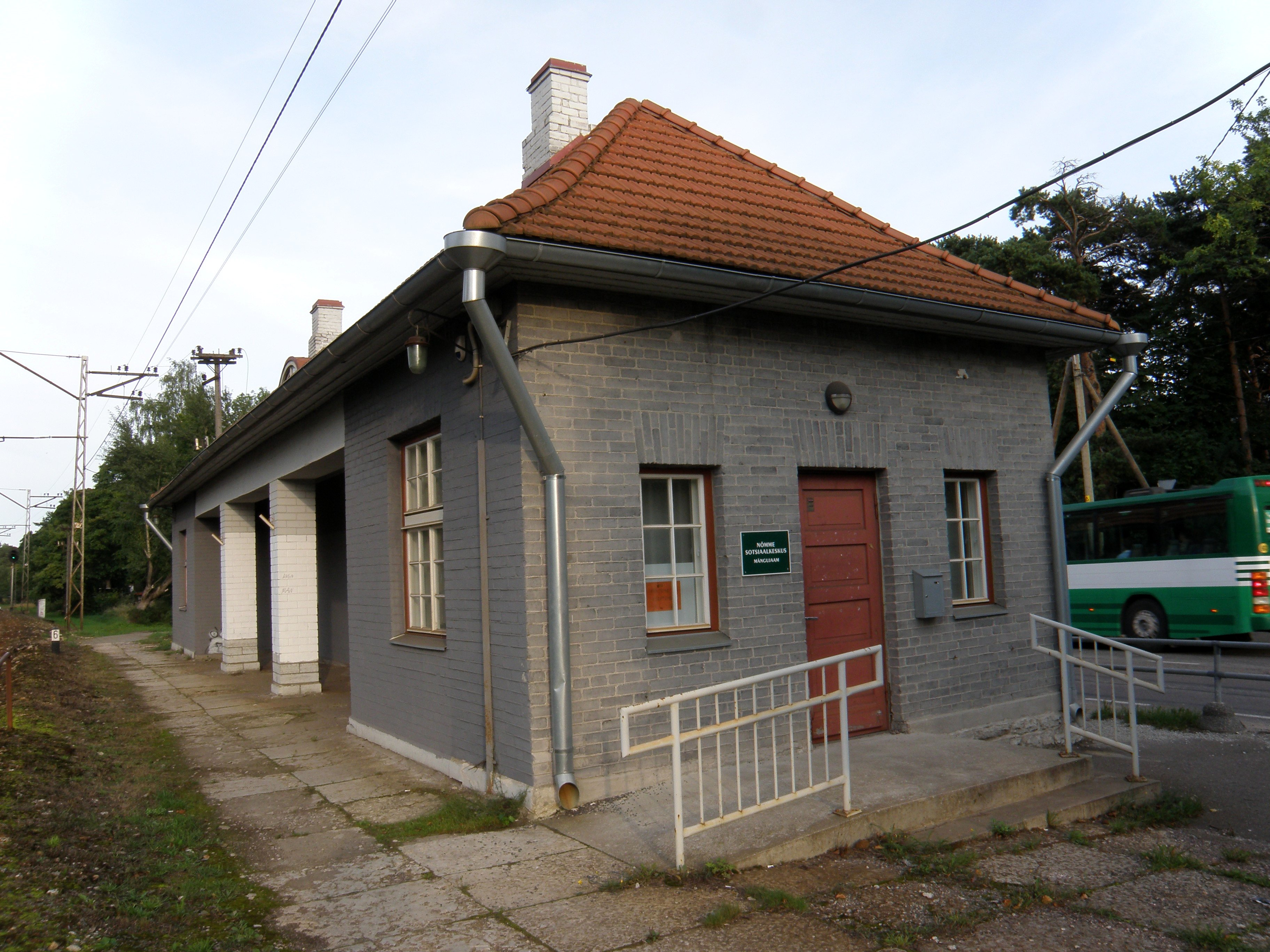
Gare de Rahumäe.
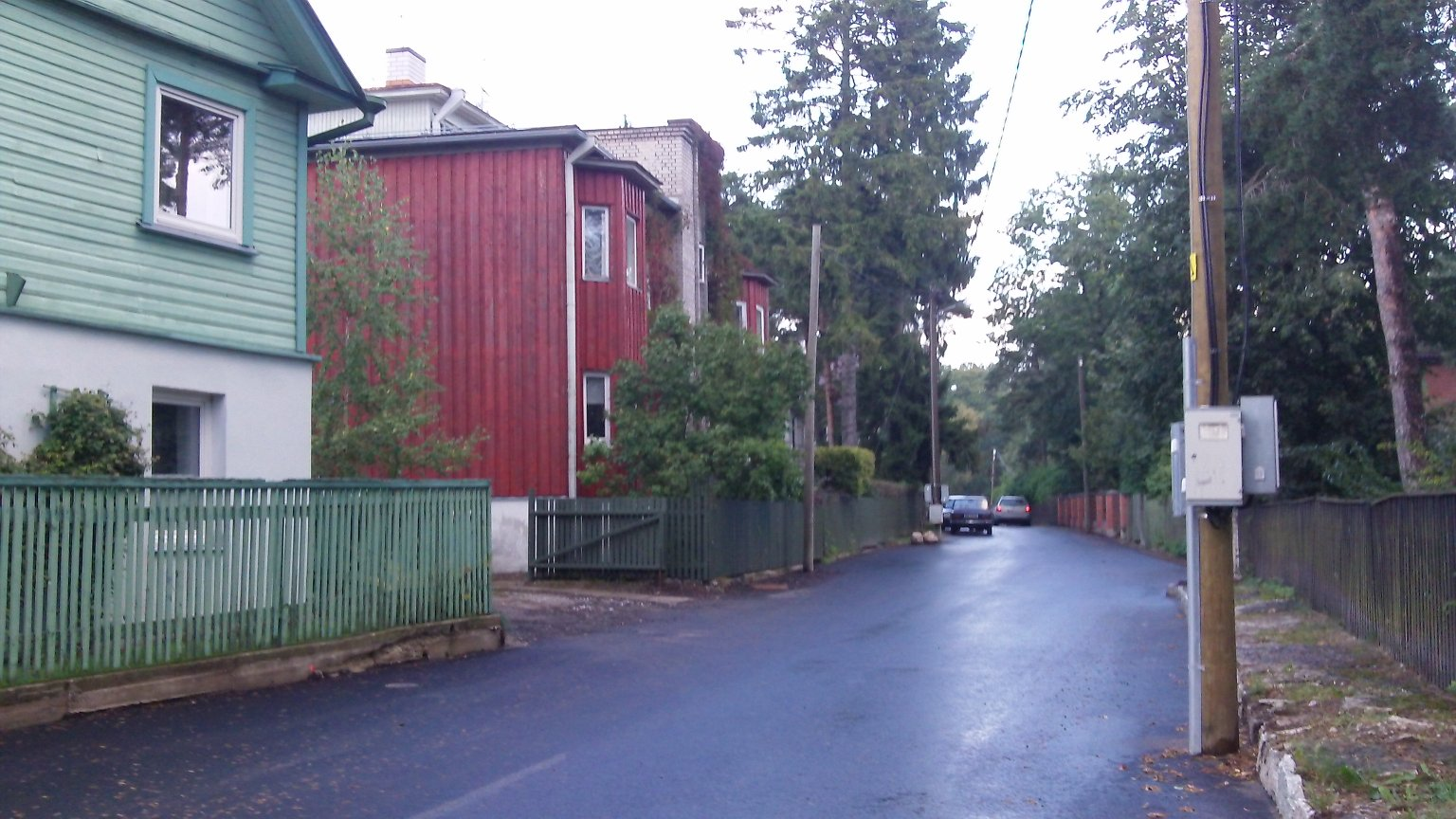
Rue de Rahumäe.